# Anni Geiger-Hof
Anni Geiger-Hof (auch: Anni Hof, Name während der ersten Ehe: Anni Geiger-Gog, Pseudonym: Hanne Menken; * 7. November 1897 in Stuttgart als Anna Dorothea Geiger; † 6. Juli 1995 in Emmendingen) war eine deutsche Schriftstellerin.

## Leben
Anna Dorothea Geiger war die Tochter von Johannes (Hans) Geiger (1862–1921), Schriftsetzer, und von Anna Henriette Wilhelmine, geb. Dietz (1869–1900). Ihr Großvater war der bekannte Verleger Johann Heinrich Wilhelm Dietz. Nach dem Besuch von höheren Schulen in Stuttgart absolvierte sie von 1914 bis 1916 eine Ausbildung zur Kindergärtnerin in ihrer Heimatstadt und war anschließend als Erzieherin in Privathaushalten und als Krankenpflegerin tätig. Von 1918 bis 1920 wurde sie wiederum in Stuttgart zur Krankenschwester ausgebildet; nach bestandenem Examen arbeitete sie für eine Arztfamilie im schweizerischen Arosa. Nachdem sie bereits früh in der Jugendbewegung aktiv gewesen war, lernte sie 1922 den Anarchisten Gregor Gog kennen, den sie 1924 heiratete. Beide waren von 1922 bis 1923 als Erzieher in einem Erziehungsheim im thüringischen Hildburghausen tätig. Ab 1923 arbeitete Anni Geiger als Verlagslektorin für den Stuttgarter David Gundert-Verlag. Im Februar 1924 ging sie mit ihrem Ehemann und dessen Sohn aus erster Ehe nach Brasilien, um dort den Plan der Gründung einer genossenschaftlichen Siedlung zu verwirklichen. Das Projekt scheiterte bereits nach kurzer Zeit. Nach ihrer Rückkehr nach Deutschland widmeten sich Gregor Gog und Anni Geiger-Gog, die in den folgenden Jahren in einem Holzhaus auf dem Sonnenberg in Möhringen bei Stuttgart lebten, der Sozialarbeit mit Waisenkindern und insbesondere der Vagabundenbewegung. Sie pflegten Kontakte zu einer Reihe von prominenten Vertretern der Linken der Weimarer Republik wie ihrem Nachbarn Friedrich Wolf, zu Johannes R. Becher, Theodor Plievier und Erich Mühsam. Anni Geiger-Gog, die seit 1923 mit eigenen literarischen Arbeiten hervorgetreten war, gehörte ab 1928 dem Bund Proletarisch-Revolutionärer Schriftsteller und ab 1929 der KPD an. 1931/32 bereiste sie mit ihrem Ehemann Gregor Gog die Sowjetunion.
Nach dem Reichstagsbrand wurde Anni Geiger-Gog am 28. Februar 1933 verhaftet. Sie verbrachte mehrere Monate als „Schutzhäftling“ in Stuttgarter Gefängnissen und schließlich im Konzentrationslager Gotteszell bei Schwäbisch Gmünd. Nach ihrer Freilassung im Sommer 1933 kehrte sie nach Stuttgart zurück, wo sie in den folgenden Jahren unter Aufsicht der Gestapo stand. Ihrem Mann Gregor Gog, der ebenfalls verhaftet worden war, gelang im November 1933 die Flucht in die Schweiz; er hielt sich später in der Sowjetunion auf. Beider Ehe wurde 1934 geschieden; Anni Geiger widmete sich danach vor allem der Erziehung von Gregor Gogs Sohn aus erster Ehe, der ebenfalls Gregor Gog hieß und als Kind einer jüdischen Mutter akut von den Rassegesetzen des Dritten Reiches bedroht war. Ab 1934 konnte Anni Geiger auch wieder Bücher veröffentlichen, während des Dritten Reiches verwendete sie das Pseudonym „Hanne Menken“. Ab 1937 arbeitete sie als Lektorin für den Stuttgarter Franckh-Verlag; ab 1941 gehörte sie der Reichsschrifttumskammer an.
Nach dem Zweiten Weltkrieg heiratete Anni Geiger 1948 den Gewerbelehrer Ernst Hof. Das Ehepaar lebte von 1951 bis 1958 in Oldenburg in Holstein und von 1959 bis 1975 in Eutin.
Anni Geiger-Hof veröffentlichte in den Fünfzigerjahren nochmals einige Bücher. Von 1975 bis 1982 wohnte sie wieder in Stuttgart. Ihre letzten Lebensjahre verbrachte Anni Geiger-Hof in Altenheimen in Schnait im Remstal und Emmendingen. Sie wurde auf dem Friedhof in Untertürkheim beigesetzt. Ihr literarischer Nachlass wurde von ihr noch zu ihren Lebzeiten Manfred Altner von der TU Dresden zur Archivierung übergeben.
Anni Geiger-Hof verfasste zahlreiche Romane und Erzählungen für Kinder, Märchen und Gedichte; während die in den frühen Dreißigerjahren erschienenen Werke deutlich von ihrer damaligen politischen Gesinnung geprägt sind, haben die davor und während des Dritten Reiches erschienenen Werke unpolitischen Charakter. Anni Geiger-Gog erhielt 1929 den Preis der Internationalen Frauenliga für Frieden und Freiheit.

### Sonstiges
Ihr Nachlass befindet sich im Fritz-Hüser-Institut für Literatur und Kultur der Arbeitswelt in Dortmund.

## Werke
- Anni Geiger-Gog: Himmelsschüssel. Ein Märchenbuch für kleine und große Kinder. David Gundert, Stuttgart 1923.
- Anni Geiger-Gog: Peterle und andere Märchen. Mit Federzeichnungen von Martha Welsch, David Gundert, Stuttgart 1924.
- Anni Geiger-Gog: Der Heilige und das Blümlein. Neue Legendem vom heiligen Franz. Mit einem Geleitwort von Alexander Beyer. Frankenstein und Wagner, Leipzig 1925.
- Anni Geiger-Gog: Ich und Du. Frankenstein und Wagner, Leipzig 1926.
- Anni Geiger-Gog: Im Lande des heiligen Kreuzes.Franziskuslegenden aus Brasilien. Johannes Baum, Pfullingen 1926.
- Anni Geiger-Gog: Um Mitternacht. Kleine Geschichten. Ein Kinderbucht. Johannes Baum, Pfullingen 1926.
- Anni Geiger-Gog: Maidi. Die Geschichte eines Kindes. Mit 6 Vollbildern von Elisabeth Hahn. David Gundert, Stuttgart 1927.
- Anni Geiger-Gog: Marienlegenden. Frankenstein & Wagner, Leipzig 1927.
- Anni Geiger-Gog: Schlamper. Eine Hundegeschichte. Mit Kohlezeichnungen von Hans Tombrock. David Gundert, Stuttgart 1928.
- Anni Geiger-Gog: Heini Jermann. Der Lebenstag eines Jungen. Mit farbigen Vollbildern von Max Ackermann. David Gundert, Stuttgart 1929.
- Anni Geiger-Gog: Schulschluss – Sommerferien! Ein kleines Geschichtenbuch für Kinder. mit Kreidezeichnungen von Ernst Hübschmann-Engelhardt. David Gundert, Stuttgart 1930.
- Hanne Menken: Musikantenkinder. Eine Geschichte von fahrenden Leuten. David Gundert, Stuttgart 1931.
- Anni Geiger-Gog: Fiete, Paul & Kompanie, die von der Webergasse. David Gundert, Stuttgart 1932.
- Gg.: Bei den schwäbischen Bauern. Von der Landagitation der Ortsgruppe Stuttgart des Bundes proletaricher Schriftsteller. In;: Die Linkskurve. 4. Jg. Nr. 2. Februar 1932, S. 6–7.
- Anni Geiger-Gog: Moskauer Skizzenbuch. Schuler, Stuttgart 1933.
- Hanne Menken: Mutters Sorgenkind. Der Weg eines blinden Kindes zu Freude und Arbeit. (Einbandbild und Kreidezeichnungen von Theo Walz). David Gundert, Stuttgart 1933.
- Hanne Menken: Marli. Von einem kleinen Mädchen und seiner großen Freude. Mit 8 Federzeichnungen von Johannes Grüger. David Gundert, Stuttgart 1934.
- Hanne Menken: Christnacht im Schnee. Eine Weihnachtsgeschichte. David Gundert, Stuttgart 1935.
- Paul Schütze, Hanne Menken: Sonnenblumen und Radieschen. Ein frohes Jahr mit der Familie im Garten. Mit 50 Illustrationen von Günter Böhme. David Gundert, Stuttgart 1935.
- Hanne Menken: Nickel läuft ins Leben. Die Geschichte von Dorothees Kindheit. Federzeichnungen von Elisabeth Lörcher. David Gundert, Stuttgart 1937.
- Hanne Menken: Anja auf dem Sonnenberg. Eine Erzählung. Mit vielen Textbildern von Lotte Wellnitz. (Einbandzeichnung von Rotraut Hinderks-Kutscher). Franckh’sche Verlagshandlung, Stuttgart 1939.
- H. Menken: Robinson Crusoe. Neu erzählt. Mit zahlreichen mehrfarbigen und schwarzen Bildern von Rafaello Busoni. Franckh’sche Verlagshandlung, Stuttgart 1939.
- Hanne Menken: Das stille Feuer. Aus dem Lebenstag einer Krankenschwester. Franckh’sche Verlagshandlung, Stuttgart 1941.
- Hanne Menken: Die Kinder von Au. Franckh’sche Verlagshandlung, Stuttgart 1942.
- Anni Hof: Alle Neune. Eine Geschichte von einem kleinen Jungen und 8 Tieren. Ensslin & Laiblin, Reutlingen 1949.
- Anni Geiger-Hof: Kordula. Ein heller Lebensmorgen. Verlag Silberburg, 1950.
- Anni Geiger-Hof: Jan Ellerbusch. Ein Jungenschicksal aus dem Kohlenrevier.  David Gundert, Stuttgart 1952.
- Anni Geiger-Hof: Die Fischerkinder. Kinderbuchverlag, Berlin 1957.
- Anni Geiger-Hof: Das Mädchen Urd. David Gundert, Hannover 1958.
- Erinnerungen an den Menschen Heinrich Dietz. In: Gustav Schmidt-Küster (Hrsg.): Ein Leben für das politische Buch. Ein Almanach zum 120. Geburtstag von Johann Heinrich Wilhelm Dietz. mit Beiträgen von Erich Ollenhauer, Anni Geiger-Hof, Karl Kautsky und Heinrich Cunow, nebst einer Bibliographie von Alexander Blase. J. H. W. Dietz Nachf., Hannover 1963, S. 39–42.

## Herausgeberschaft
- Hanne Menken (Hrsg.): Laura Fitinghoff: Sieben kleine Heimatlose. Eine Kindergeschichte aus Schweden. Mit farbigen Vollbilden von Clara Blumenfeld. Originalübersetzung von Harriet Blumenfeld. Neue Bearbeitung von Hanne Menken. David Gundert, Stuttgart 1934.

## Übersetzungen
- Ernest Thompson Seton: Katug. Die Lebensgeschichte eines Polarfuchses. 5. Aufl. Franckh’sche Verlagshandlung, Stuttgart 1937. [Berechtigte Übersetzung aus dem. Amerikanischen von Paul Bäuerle und Hanne Menken]